# Emil Bernhard von Boxberg

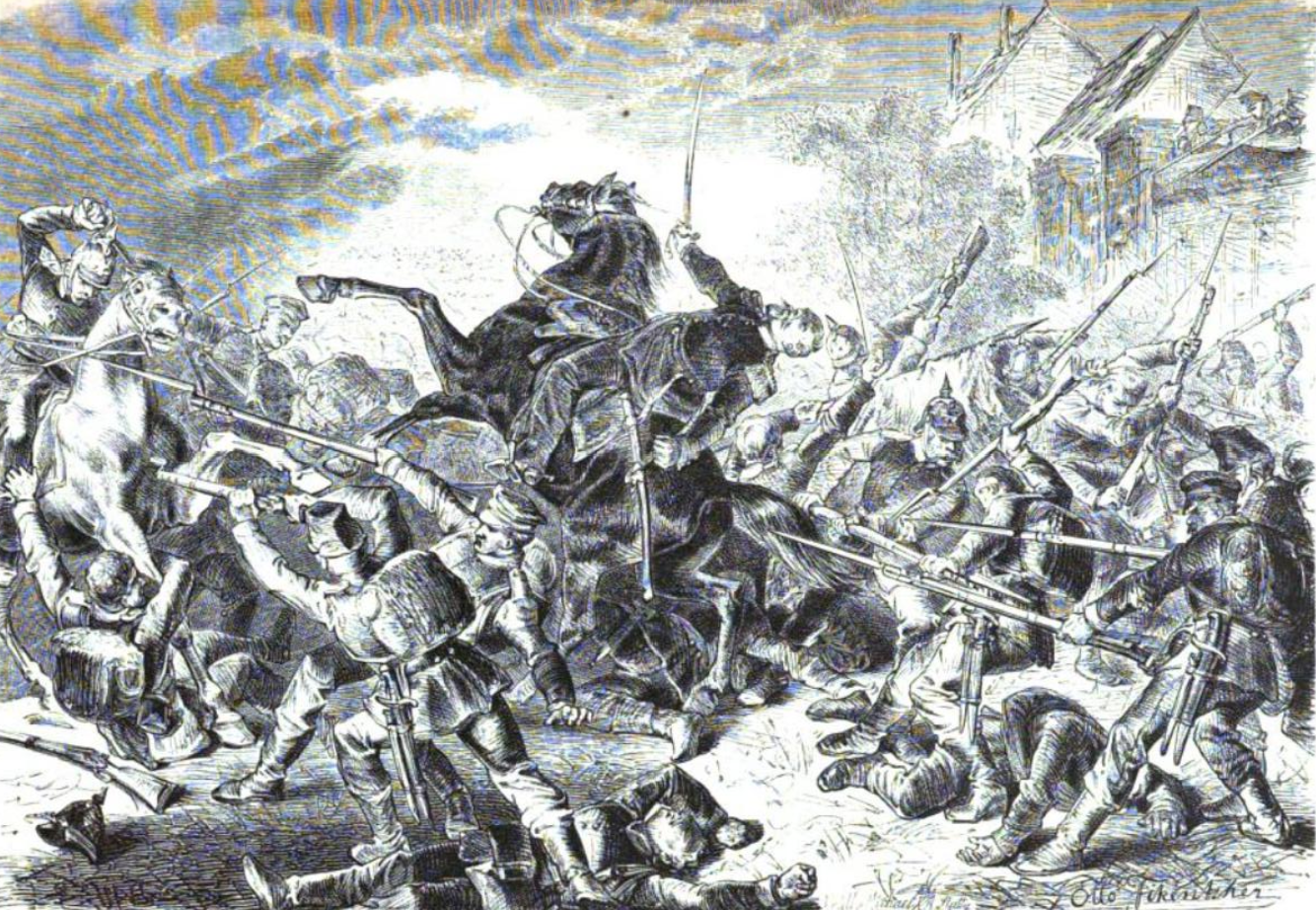
Oberst von Boxberg während der Schlacht bei Gitschin

Emil Bernhard von Boxberg (* 20. Juli 1808 in Luckau; † 20. Juli 1866 in Liebau) war ein sächsischer Offizier und Brigadekommandeur im Deutschen Krieg.

## Leben
Emil Bernhard von Boxberg entstammte dem Adelsgeschlecht der Boxberger und war Sohn des sächsischen Offiziers Karl Gottlob von Boxberg (1768–1825). Emil Bernhard schlug wie seine beiden Brüder Friedrich August und Ottomar Robert (1811–1883/84) eine militärische Laufbahn ein und trat 1823 in die Militärakademie der sächsischen Armee ein, wonach er nach langjähriger Erziehung am 1. Oktober 1827 als Portepeefähnrich dem 2. Linien-Regiment übergeben wurde. Am 5. August 1828 avancierte er zum Leutnant beim 3. Linien-Regiment. Er durchlief in den weiteren Jahren eine typische militärische Laufbahn im Regiment und wurde am 5. Januar 1836 zum Oberleutnant beim elitären Leib-Regiment ernannt. Nach weiteren Jahren in der 1. Kompanie des Regiments stieg er am 10. Dezember 1847 zum Hauptmann auf. Schon nach kurzer Zeit stieg er am 5. November 1850 zum Major beim 14. Infanterie-Bataillon auf. In den weiteren Jahren diente er u. a. als Bataillonskommandeur des 3. Infanterie-Bataillons und wurde am 25. September 1861 zum Oberstleutnant befördert.
Am 4. September 1863 wurde er zum Oberst befördert und zum Brigadekommandeur der 1. Infanterie-Brigade ernannt. Er nahm mit seinem Verband an der Bundesexekution gegen die Herzogtümer Holstein und Lauenburg von 1863 teil. Nach Ausbruch des Krieges gegen Preußen führte er seine Brigade zum Anschluss an die österreichische Armee nach Böhmen, wobei es am 29. Juni 1866 zur Schlacht bei Gitschin kam. Durch preußisches Artilleriefeuer erlangte die Brigade unzählige Verluste, wobei auch Oberst von Boxberg und sein Adjutant Oberleutnant Erwin von Minckwitz schwer verwundet wurden. Er erhielt dabei einen Schuss ins Bein und brach, als er vom Pferde steigen wollte, das rechte Bein dazu, als er seine Soldaten zum Widerstand gegen die anstürmenden Preußen motivieren wollte. Er geriet mit zahlreichen anderen Offizieren in preußische Kriegsgefangenschaft und erlag am 20. Juli seinen Verletzungen im Lazarett.
Oberst von Boxberg wurde unter großer Anteilnahme auf dem Neustädter Friedhof in Dresden begraben. 12 preußische Unteroffiziere trugen seinen Sarg vom Totenhaus bis zum Graben, wobei militärische Ehrenbezeugungen unterbunden wurden. In der Nachkriegszeit wurde ein Gedenkblatt sämtlicher gefallenen sächsischen Offiziere zusammengestellt, darunter auch Oberst von Boxberg. Auf dem Schlachtfeld bei Gitschin wurde für Oberst von Boxberg eine Gedenksäule errichtet. Er wurde in das Moniteur des Dates aufgenommen.